# Макрушина (Липецкая область)
Макру́шина — деревня Телелюйского сельсовета Грязинского района Липецкой области.

## Население
| 2010 | 2013 |
| ---- | ---- |
| 35   | ↘33  |